# 뤄궈푸
뤄궈푸(중국어 간체자: 洛国富, 정체자: 洛國富, 병음: Luò Guófù, 한자음: 락국부, 1988년 4월 6일~)는 브라질 출신 중화인민공화국의 전직 축구 선수로 선수 시절 포지션은 스트라이커였다. 브라질 포르투갈어 이름은 알로이지우 두스 산투스 곤사우베스(브라질 포르투갈어: Aloísio dos Santos Gonçalves)였으며 2020년 브라질에서 중화인민공화국으로 귀화하고 이름을 중국어식 '뤄궈푸'로 개명했다. 대한민국에서는 알로이시우로도 알려져 있다.
2006년 그레미우에서 프로 축구 선수 경력을 시작했고 2014년 산둥 루넝에 입단하며 아시아 축구계에 입성했다. 허베이 화샤 싱푸, 광저우 에버그란데 등 중화인민공화국의 축구단에서 활동한 후 2022년 브라질의 아메리카 미네이루로 이적하며 아시아 축구계를 떠났다. 그는 1년 뒤 2023년 선수 경력을 마감했다.
뤄궈푸는 2020년 중화인민공화국으로 귀화한 후 2021년 중국 축구 국가대표팀에 선발되었다. 그는 2021년부터 2022년까지 중국 대표팀에서 활동하며 총 5경기에 출전해 1득점을 기록했다.

## 구단 경력
뤄궈푸는 2006년 그레미우에서 알로이지우 두스 산투스 곤사우베스(브라질 포르투갈어: Aloísio dos Santos Gonçalves)라는 이름으로 프로 축구 선수 경력을 시작했다. 2006년에 맺은 그의 첫 계약은 계약기간 5년을 보장함과 함께, 725만 파운드에 달하는 바이아웃 금액이 설정되어 있었다. 이는 한화로 약 100억에 달하는 가치였다. 2006년 10월 14일 상카에타누와의 경기에서 데뷔했다.
2014년 1월 13일 중국 슈퍼리그 산둥 루넝은 알로이지우와의 4년 계약과 180만 달러의 연봉을 받는 계약을 공식 발표했다. 이적료는 500만 유로로 알려졌다.
2016년 7월 중국 슈퍼리그 산둥 루넝과 허베이 FC는 알로이지우의 이적에 합의했다. 알로이시오는 허베이 FC에서 37경기에 출전해 20골을 넣었다.
2018년 1월 중국 1부리그 메이저우 톄한은 알로이지우를 자유계약으로 입단을 발표했다.
2022년 2월 16일 광저우 에버그란데는 중국 귀화선수 5명과 엘케손, 뤄궈푸, 히카르두 굴라르, 알랑 카르발류, 페이난둬의 계약 종료를 발표했다.